# Брезовский, Славко
Славко Брезовский (10 июня 1922, Галичник, Вардарская бановина, Королевство Югославия — 7 марта 2017, Скопье, Македония) — югославский и македонский архитектор, известный своими работами в направлении современной архитектуры.

## Биография

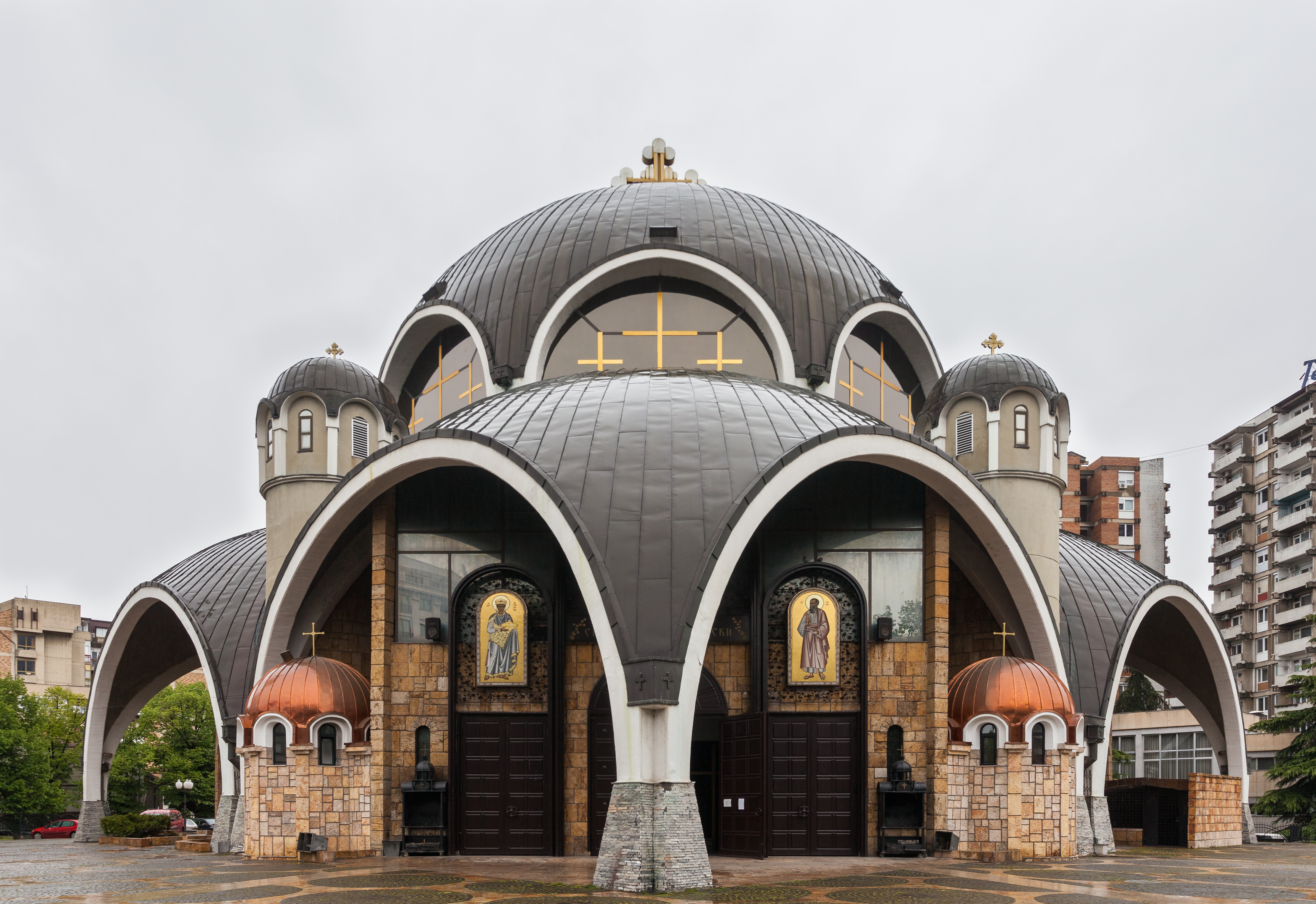
Церковь Святого Климента Охридского в Скопье

Родился на западе в то время Вардарской бановины Югославского королевства. 
Поступил на архитектурный факультет Высшей технической школы Белграда, где его учителем был Милан Злокович. В 1950 году получил диплом и вернулся в Скопье. Там он устроился на работу в проектную организацию «Проектант», где проработал около 10 лет. Затем работал в организациях «Пелагонија проект» и «Македонија проект». В качестве эксперта Института научно-технического сотрудничества отправились в Триполи, где выполнял задачи Министерства жилищного строительства Ливии. Вернувшись из Ливии, с 1960 по 1962 год работал ассистентом преподавателя на архитектурном факультете университета Скопье. Прерывал свою преподавательскую деятельность на время командировки в Бразилию. С 1969 года снова преподавал на кафедре проектирования общественных зданий архитектурного факультета. Получил звание профессора. Преподавал в университете до 1987 года.

## Работы
Брезовский спроектировал и построил многие модернистские здания в социалистической Югославии. Одной из самых известных его работ является церковь Святого Климента Охридского в Скопье. Он автор проекта посольства Югославии в городе Бразилиа (1961), по его проектам были построены многие здания в бывших югославских республиках, Бразилии и Ливии.
На его творческие идеи оказали влияние бразильский архитектор Оскар Нимейер, а также японский архитектор Кэндзо Тангэ во время работы по планировке центра города Скопье, пострадавшего после землетрясения 1963 года.
Являлся одним из самых выдающихся архитекторов-практиков в разгар влияния брутализма на архитектуру Югославии и Македонии.